# Adolf Seubert
Adolf Seubert (ur. 1902, zm. ?) – zbrodniarz hitlerowski, członek załogi niemieckiego obozu koncentracyjnego Flossenbürg i SS-Unterscharführer.
Z zawodu kamieniarz. Członek NSDAP (od 1937) i Waffen-SS. Od 1941 pełnił służbę w obozie Flossenbürg, między innymi w kamieniołomach oraz jako kierownik komand więźniarskich pracujących w fabryce Messerschitta i magazynie odzieżowym przy obozowej rampie kolejowej. Seubert maltretował podległych mu więźniów pracujących w kamieniołomie, bijąc ich różnymi narzędziami i kopiąc. 21 kwietnia 1945 zbiegł z obozu, ale został schwytany przez aliantów już 5 maja 1945.
Adolf Seubert zasiadł na ławie oskarżonych w procesie załogi Flossenbürga (US vs. Max Fischer i inni) przed amerykańskim Trybunałem Wojskowym w Dachau. Za swoje zbrodnie skazany został na 17 lat pozbawienia wolności.